# Sphenomorphus fragilis
Sphenomorphus fragilis — вид сцинкоподібних ящірок родини сцинкових (Scincidae). Ендемік Папуа Нової Гвінеї.

## Поширення і екологія
Sphenomorphus fragilis мешкають в Центральній провінції на південному сході Нової Гвінеї. Вони живуть у вологих тропічних лісах, галерейних лісах і саванах, а такодж в садах і на плантаціях.